# 제자, 옥한흠
"제자, 옥한흠"은 한국에서 제작된 김상철 감독의 2014년 다큐멘터리 영화이다. 권오중 등이 주연으로 출연하였다.

## 출연

### 주연
- 권오중
- 성유리
- 옥한흠
- 김영순
- 하용조

### 조연
- 강명옥
- 고장원
- 김경원
- 김동호
- 김명혁
- 오정현
- 이찬수
- 반기성
- 홍정길
- 이동원
- 옥성호
- 김명호

## 기타
- 구성: 김상철
- 구성: 안성수
- 제작협력: 김상길
- 제작협력: 김윤희
- 공동투자: 김현우
- 촬영부: 한경석
- 촬영부: 김대철
- 촬영부: 임동익
- 촬영부: 정창영
- 조감독: 안성수
- 사운드: 정대진
- 마케팅책임: 김은주
- B카메라: 김상철
- C카메라: 안성수
- 디지털색보정: 김우석
- 헬리캠: 고세진
- 헬리캠: 이상민
- 내레이션글: 이소윤
- 내레이션글: 김상철
- 디자인/포스터: 김나영
- 공동투자책임: 김동현
- 공동투자진행: 이현송
- 배급총괄: 이재식
- 국내배급책임: 김은주
- 해외배급책임: 강수진
- 배급회계: 김미선
- 마케팅진행: 민혜진
- 마케팅진행: 김진의